# Ahmad Jarba
Ahmad Jarba (Qamishli, Síria, 15 de setembro de 1969) é um político sírio, que serviu como presidente da Coalizão Nacional Síria da Oposição e das Forças Revolucionárias, o principal grupo opositor do seu país, que luta para derrubar o governo de Bashar al-Assad. Ele foi oficialmente eleito para o cargo em 6 de julho de 2013 e nele permaneceu até 12 de julho de 2014. Jarba, que conta com apoio político dos governos ocidentais, conseguiu 55 votos, três a mais que seu rival Mustafa Sabbagh, que era apoiado pelo Qatar. Um ano depois foi substituído por Hadi al-Bahra.
Considerado moderado e defensor do secularismo, Jarba tem um bacharelado em Direito e era membro do "Conselho Revolucionário dos Clãs da Síria", representado a cidade de Al-Hasakah. Preso diversas vezes por dissidência política pela ditadura da família Assad, Ahmad Jarba foi forçado ao exílio em 2011. Desde então ele possui laços estreitos com o governo da Arábia Saudita, que é seu principal apoiador.